# کالج کلمبیا
کالج کلمبیا (انگلیسی: Columbia College) کالج خصوصی زیرمجموعه دانشگاه کلمبیا است، که در سال ۱۷۵۴ در شهر نیویورک تأسیس شد.